# Élevage des fourmis
 (août 2022).

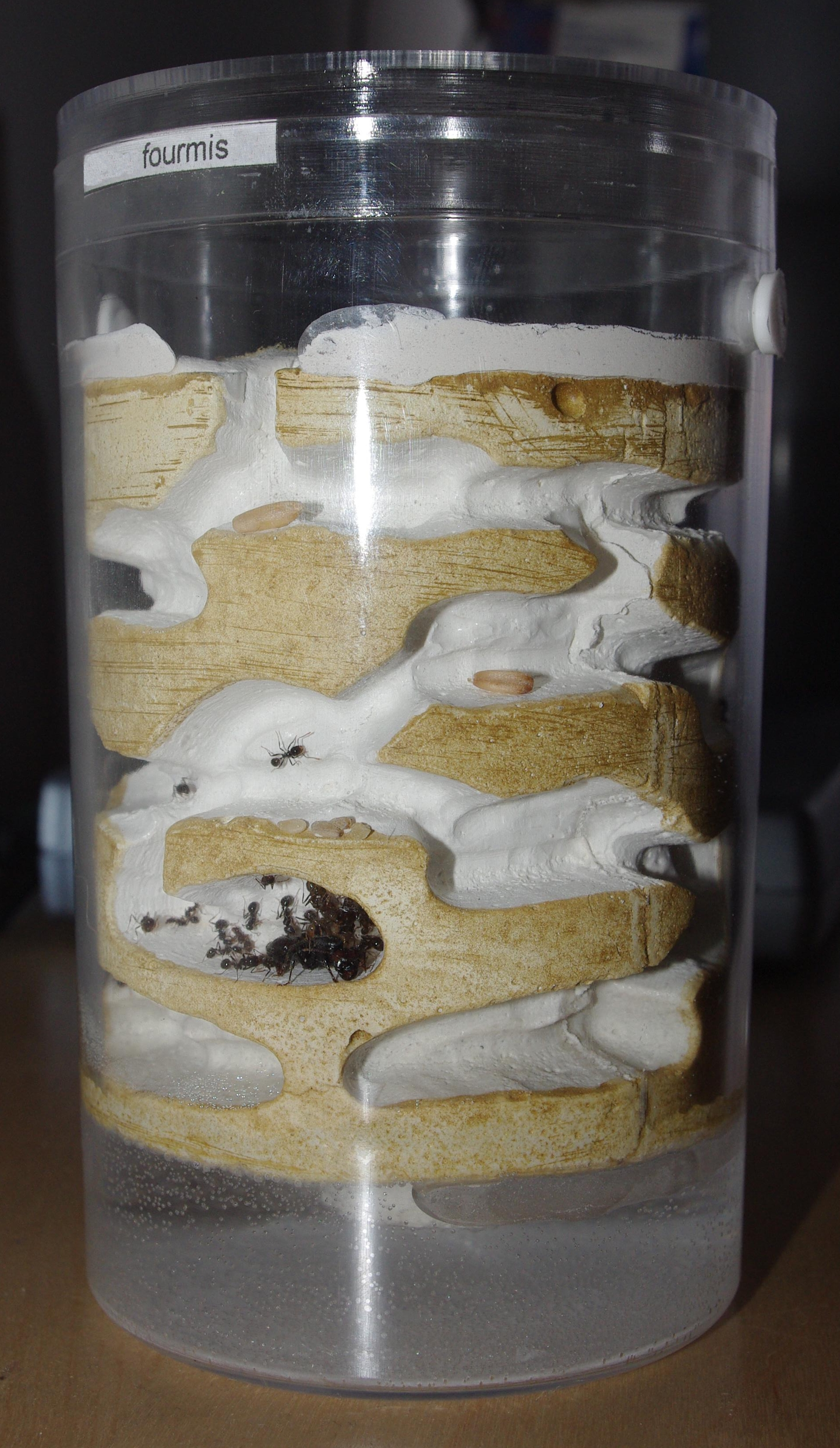
Fondation d’une colonie de Messor barbarus dans une fourmilière artificielle permettant l’élevage et l’observation des fourmis.

L’élevage des fourmis désigne la pratique consistant à maintenir de façon pérenne l’ensemble ou une partie des différentes castes de fourmis d’une colonie dans un milieu artificiel. L’élevage de fourmis est réalisé dans des laboratoires de recherche, mais aussi par des amateurs.
Les fourmis jouent un rôle essentiel dans les écosystèmes⁣ ; il est nécessaire de respecter une certaine déontologie tant au niveau des prélèvements effectués dans la nature que pour les conditions d'élevage d'espèces n'étant pas naturellement présentes dans la région de l'éleveur.

## Prélèvement
Les prélèvements dans la nature pour l'élevage ne se font pas par pillage de fourmilières, mais par recherche active d'une reine isolée après l'essaimage. Le pillage d'un nid ne permet pas de récupérer facilement la reine et met en danger la survie de la colonie.

### Capture de la reine
On peut trouver une reine lors d’un essaimage (envol des sexués pour l'accouplement). Il est également possible d'acquérir des fourmis, cela présente cependant un risque puisque le couvain et la reine sont malmenés et stressés durant le transport. Les risques d'apparitions de nouvelles espèces invasives et de transmissions de pathogènes ou de parasites des fourmis importées aux fourmis locales par ce biais ne sont pas négligeables.
La période des essaimages a lieu, en Europe, sur une longue période. En France, il est possible, dans certaines régions, d'observer des essaimages presque toute l'année. Il y a cependant une période de coupure durant l'hiver. Les essaimages se produisent lors de certaines conditions météorologiques, généralement lorsqu'il fait humide et chaud, c’est-à-dire en été, avant ou après un orage ou une averse.
Les reines qui se sont accouplées se posent au sol, arrachent leurs ailes et cherchent activement une anfractuosité pour s'y cacher. Une princesse ayant encore des ailes peut donc ne pas être fécondée, il n'est de ce fait pas intéressant de la ramasser pour l'élever puisqu'elle ne pourra pas pondre d'œufs destinés à être des ouvrières. Elle peut cependant pondre des œufs trophiques non fécondés.
La technique la plus courante consiste à mettre la reine dans un tube à essai, avec une réserve d'eau contenue par une bourre de coton tassé. On refermera ce tube avec une seconde bourre de coton.

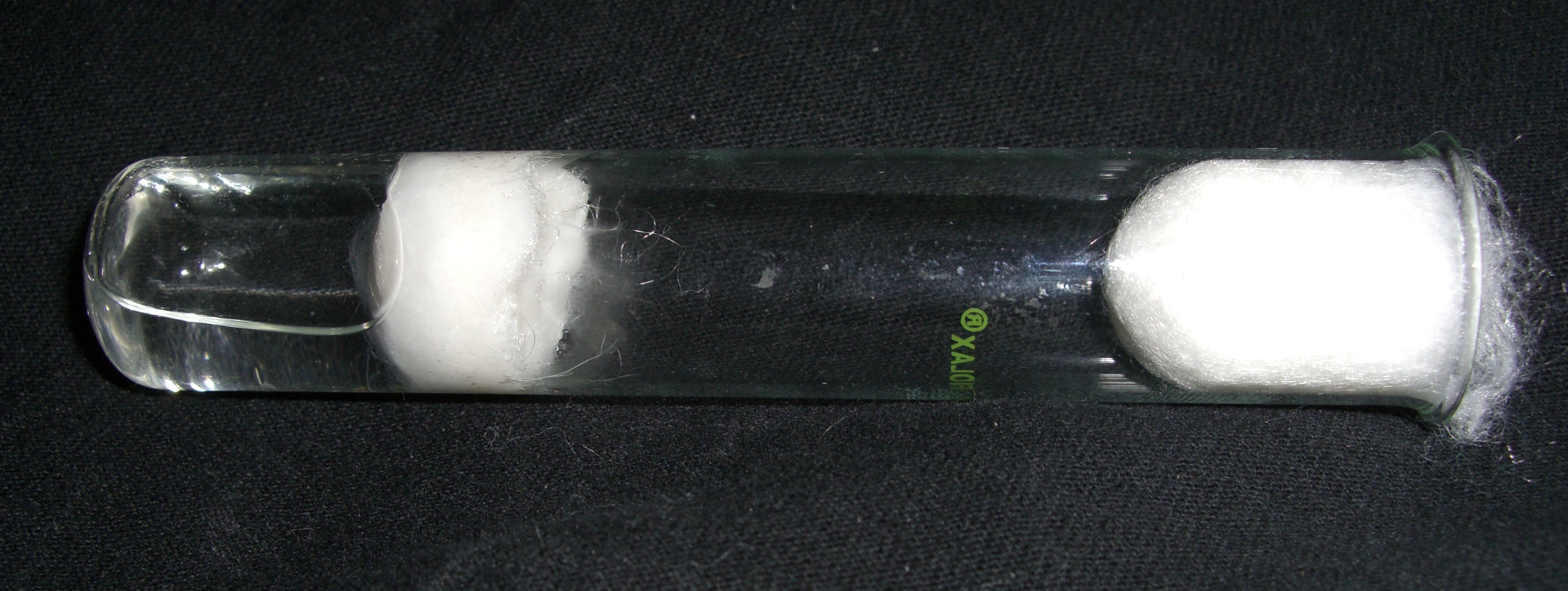
Reine déposée dans un tube à essai.

L'identification de l'espèce est indispensable à l'élevage. Certaines espèces étant adaptées à des milieux particuliers ou parasites d'autres espèces, par exemple, l'espèce Crematogaster scutellaris préfère un environnement sec. L'identification des fourmis jusqu'à l'espèce et sur des critères morphologiques est généralement compliquée.

## Débuts de la colonie

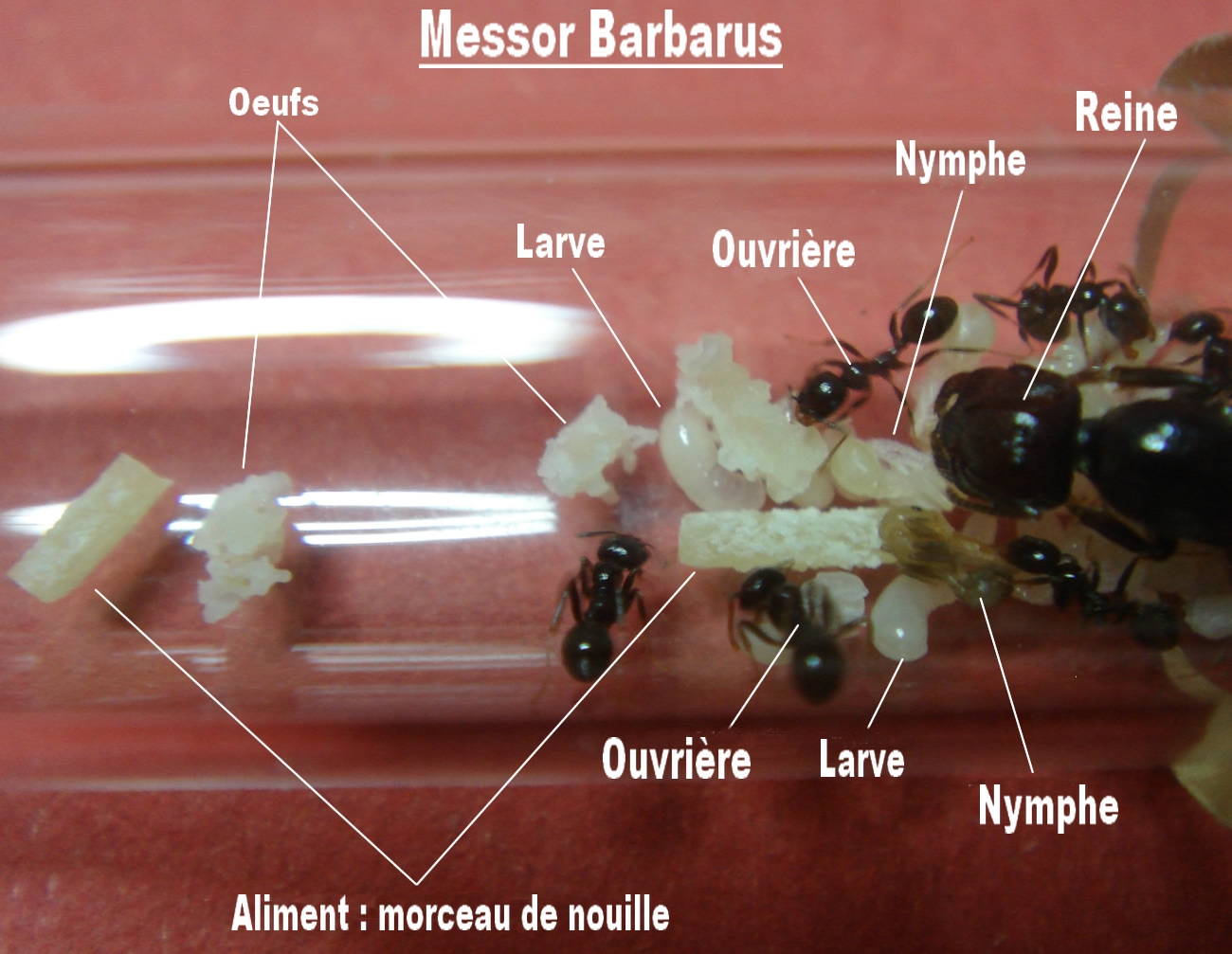
Une petite colonie de Messor barbarus en éprouvette.

Une fois la reine placée dans un endroit isolé avec une réserve d'eau (dans la plupart des cas) elle commence à pondre quelques œufs. Le nombre d'œufs pondu varie selon les reines et les espèces. Le laps de temps qui s'écoule jusqu'à la ponte des premiers œufs varie également entre quelques heures à plusieurs jours. Les œufs sont habituellement blancs et très petits. 
Nourrir la reine peut la stresser. Il existe cependant des espèces chez qui la reine a besoin d'un accès à l'extérieur pour se nourrir.
Les œufs se transforment en larves, puis les larves vident leur contenu intestinal et construisent ou non des cocons de soie. Une fourmi "adulte" ou imago sort du cocon une fois qu'elle a terminé son développement. On observe facilement en élevage que les cocons sont placés dans des zones plus sèches du tube ou du nid.
Le tube doit être placé dans une aire de chasse dès lors que des ouvrières sont nées. L'aire de chasse est un récipient ouvert sur le dessus, et transparent pour faciliter l'observation. Afin que les ouvrières ne s'échappent pas, on dépose de l'anti-évasion sur le bord intérieur (voir la section "Vie dans la fourmilière").
Quand l'éleveur le décide, en tenant compte du nombre d'ouvrières de sa colonie, il peut choisir de transvaser la colonie du tube vers un nid artificiel facilitant l'observation.

## Vie dans la fourmilière

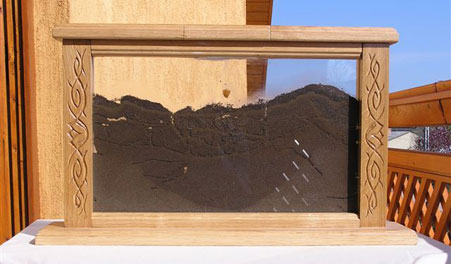
Fourmilière verticale.

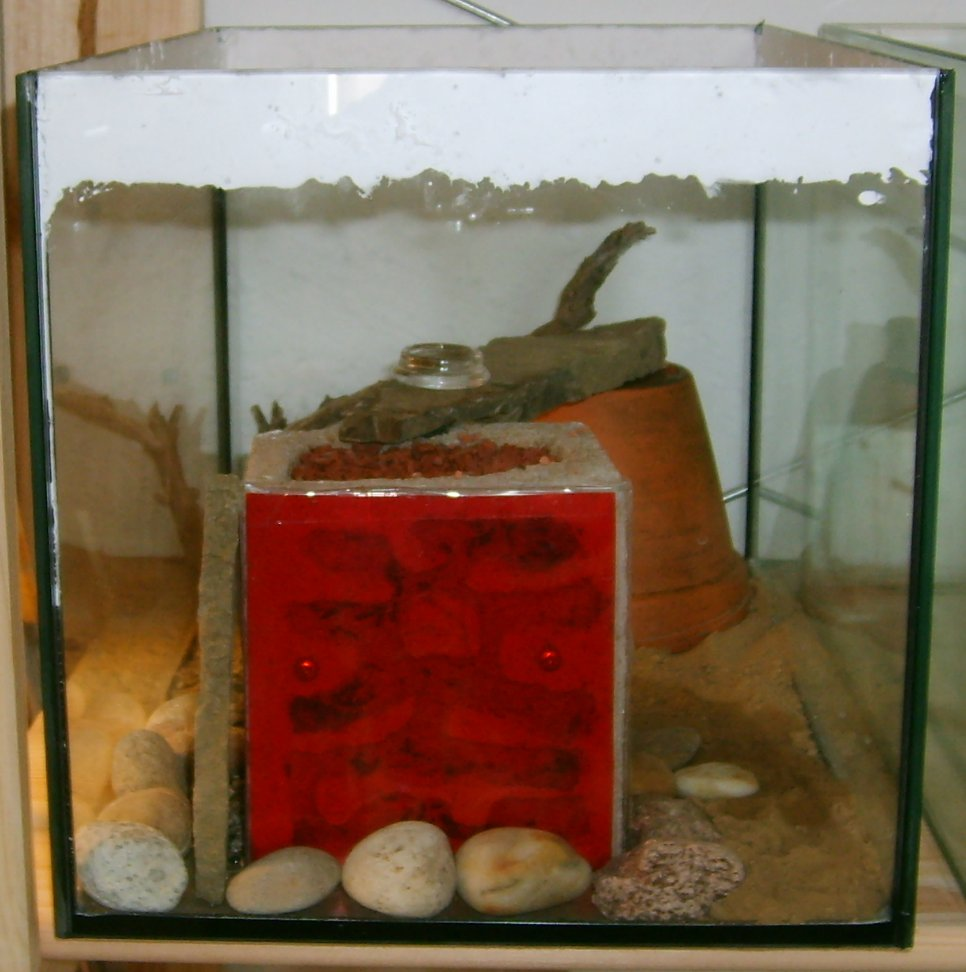
Fourmilière en béton cellulaire et avec du talc comme système anti-évasion.

Les fourmis et surtout le couvain ne pouvant généralement vivre sans humidité, il est impératif d’humidifier la fourmilière.
L’anti-évasion appliquée sur les bords de l'aire de chasse peut être de différente nature. Un mélange d’alcool à 90° avec du talc (de Venise, car pur et sans produit toxique) peut être mélangé et appliqué sur les parois. Il est également possible d'utiliser d'autres produits, comme l'huile de vaseline.
Une diapause ou repos hivernal est nécessaire pendant l’hiver. Ainsi, une reine qui s’est envolée en automne peut ne pondre qu'au printemps suivant. Les fourmis sont alors placées à température faible, mais supérieure à 0 °C, durant quelques semaines. L'activité peut reprendre lorsque la température remonte entre 13 et 15 °C. Il existe aussi des fourmis qui n'ont pas besoin de diapause comme les fourmis exotiques (ex : Camponotus nicobarensis), elles n'auront besoin que de chaleur et continueront à se développer.

### Alimentation
L'alimentation des fourmis est normalement composée de 70 % de glucides et de 30 % de protéines, il est souhaitable de respecter ces proportions, même si certaines espèces ont des besoins spécifiques. Des insectes comme les vers de farine, sauterelles, drosophiles, et grillons permettent l'apport de protéines. Des liquides sucrés permettent l'apport de glucides.

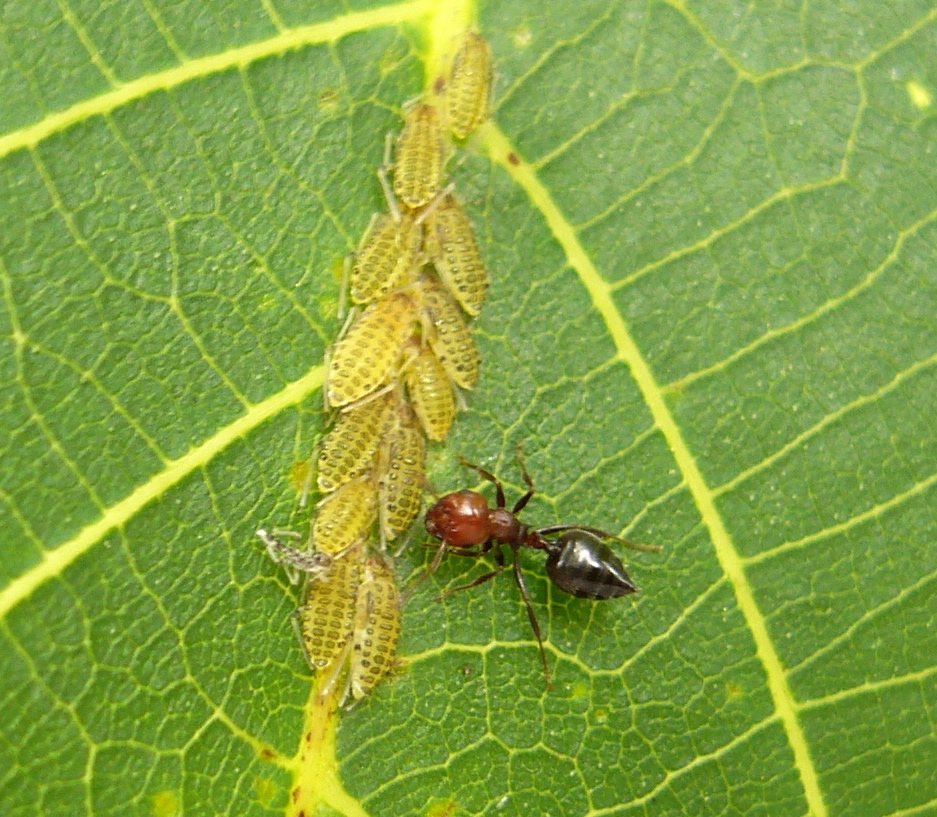
Ouvrière Crematogaster scutelallaris gardant des pucerons

La nourriture d'origine biologique est généralement privilégiée pour éviter l'intoxication des fourmis par les insecticides utilisés en agriculture.
Il est possible, mais difficile, de nourrir ses fourmis de manière plus naturelle, avec des plantes ou des pucerons. Dans la nature, elles se nourrissent en effet du miellat des pucerons, des élaïosomes et sur les nectaires extrafloraux. Cependant, les fourmis utilisent la terre des plantes pour recouvrir les vitres du nid, ce qui rend l'observation impossible.

### Maladies et parasites
En élevage, les fourmis peuvent souffrir d’acariens parasites pouvant nuire au développement de la colonie, voire, à long terme, mener à la mort de la colonie entière. Plus souvent, il apparaît des moisissures. Celles-ci sont normalement inoffensives pour les fourmis, mais elles gênent l'observation. Acidifier le milieu semble être la solution la plus efficace face à ces problèmes. Pour ce faire, on introduit dans le système d'humidification quelques gouttes de solution acide, comme du jus de citron ou du vinaigre.

## Fourmilières artificielles
La construction d’une fourmilière est assez simple et peu coûteuse. Les nids sont généralement réalisés en béton cellulaire mais aussi en plâtre, en bois, en plastique, etc. Le béton cellulaire permet, à l'aide d'un tournevis, de creuser des galeries. Il suffit ensuite d'une plaque de verre pour recouvrir le bloc creusé. Appliquer du silicone sur les bords permet d’éviter des évasions de fourmis. Le nid, tant pour la hauteur des salles que pour la surface, doit être adapté aux fourmis qu'il contient : l'espèce, ses besoins et le nombre de fourmis sont à prendre en compte.

### Fourmilières en gel nutritif

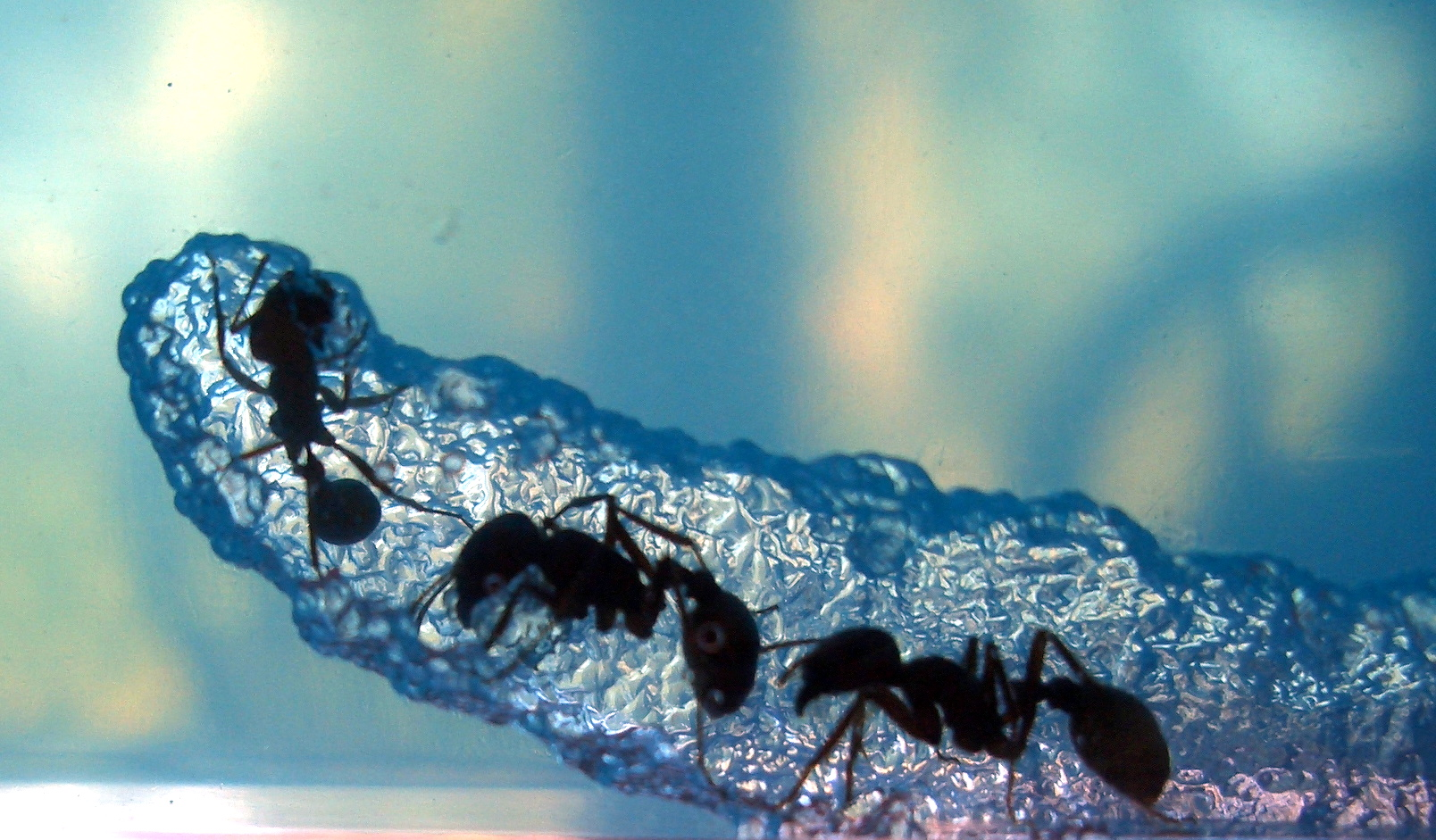
Des fourmis creusant une galerie dans un gel nutritif.

Les fourmilières constituées de gelée ne sont pas destinées à l'élevage d'une colonie de fourmis à long terme. Elles ne sont pas prévues pour la reine ni pour le développement du couvain. Elles ne permettent que l'observation temporaire d'ouvrières ramassées dans la nature. Le liquide se dessèche au bout de quelques semaines, rendant impossible la vie des fourmis à l'intérieur du nid.

### Fourmilières contenant du sable ou de la terre
Ces fourmilières sont peu utilisées, car d'autres organismes peuvent être présents dans le substrat et les galeries peuvent s'effondrer. Les fourmis préfèrent un nid sombre et se serviront des particules pour se cacher.